# Полищук, Константин Владимирович
Константи́н Влади́мирович Полищу́к (13 мая 1970, Николаев, Украинская ССР, СССР) — украинский футболист, защитник и тренер.

## Игровая карьера
Футболом начал заниматься в николаевской ДЮСШ «Судостроитель». Первые тренеры — Анатолий Норов и Евгений Деревяга. Дебютировал во взрослой команде «корабелов» в 1987 году.
В 1989 году тренер Валерий Журавко пригласил Константина в очаковский «Маяк». Вместе с командой Полищук прошёл путь от чемпионата области до первой лиги чемпионата Украины. В 1990 году в составе «Маяка» завоевал Кубок Советского Союза среди производственных коллективов. На турнире Константин был основным игроком, сыграл, в том числе в финальном матче с «Металлургом» (Алдан). В очаковской команде играл до самого её расформирования в июле 1995 года. Всего за «Маяк» («Артанию») в чемпионатах СССР и Украины провёл 144 матча, забил 6 голов. Сезон завершил в «Кремне».
Карьеру продолжил в Белоруссии. Вместе с экс-партнёрами по «Артании» Романом Андрейко, Аркадием Чунихиным и Сергеем Баркаловым выступал за команду первой лиги «Фомальгаут» (Борисов), сыграл за неё 3 игры, однако в том же году белорусский клуб снялся с соревнований.
Вернулся на Украину в Николаев. С командой родного города стал победителем чемпионата Украины среди команд первой лиги сезона 1997/98 годов.
07 июля 1998 года в матче «Николаев» — «Нива» (Тернополь) дебютировал в высшей лиге чемпионата Украины. Всего в составе «корабелов» провёл пять сезонов.

## Тренерская карьера
В 2004 перешёл на тренерскую работу. В херсонском «Кристалле» помогал Сергею Пучкову в роли играющего тренера. После того, как Сергей Пучков возглавил ФК «Севастополь», руководство херсонского клуба приняло решение доверить команду Полищуку. После шести поражений в семи матчах Полищука в херсонской команде сменил её бывший форвард Юрий Мартынов. Полищук же ушёл к Пучкову в «Севастополь», «Таврию» и «Славутич» (Черкассы). С «Таврией» — обладатель Кубка Украины 2009/10. В 2013 году — ассистент главного тренера (Сергея Пучкова) в запорожском «Металлурге».
В марте 2014 года был назначен спортивным директором МФК «Николаев».